# Die syro-aramäische Lesart des Koran: Ein Beitrag zur Entschlüsselung der Koransprache
Die syro-aramäische Lesart des Koran: Ein Beitrag zur Entschlüsselung der Koransprache (Engelse editie: The Syro-Aramaic Reading of the Koran: A Contribution to the Decoding of the Language of the Koran 2007) is een boek uit 2000, geschreven door filoloog en kenner van oude Semitische en Arabische talen Christoph Luxenberg.
Het boek is een filologische en tekstkritische benadering van de studie van de Koran en wordt beschouwd als belangrijk, maar controversieel in de studie van de filologie van de Koran. Het boek riep een wereldwijde discussie op over de geschiedenis, taalkundige grondslagen en interpretatie van de Koran en kreeg uitgebreide aandacht in de media.

## These
Het boek werpt de these op dat de inhoud van kritieke secties van de Koran verkeerd zijn uitgelegd door opeenvolgende generaties lezers door een foutief en exclusief vertrouwen op de aanname dat het klassieke Arabisch de basis is van de Koran, hoewel linguïstische analyse van de tekst suggereert dat de tot in de 7e eeuw overwegende Syro-Aramese taal er een sterkere etymologische basis voor is.
Een eigenschap van het vroeg geschreven Arabisch was dat het klinkertekens en diakritsche tekens miste die later een onderscheid zouden maken tussen bijvoorbeeld B, T, N, Y, en dus vatbaar was voor misinterpretatie. De diakritische punten werden er rond het begin van de achtste eeuw aan toegevoegd in opdracht van Al-Hajjaj ibn Yusuf, gouverneur van Irak (694-714).
Luxenberg merkt net als veel geleerden voor hem op dat de Koran veel ambigue en zelfs onbegrijpelijke taal bevat. Hij beweert dat zelfs moslimgeleerden het moeilijk vinden sommige passages te ontleden en boeken vol Korancommentaar hebben geschreven om deze passages te proberen uit te leggen. Maar de aanname achter hun onderneming was steeds dat elke moeilijke passage waar, betekenisvol en puur Arabisch is, en dat hij ontcijferd kan worden met het gereedschap van de traditionele moslimgeleerde. Luxenberg beschuldigt westerse Korangeleerden van een bedeesde en navolgende benadering, te zwaar leunend op het vooringenomen werk van moslimgeleerden.
De stelling van het boek is dat de Koran oorspronkelijk niet uitsluitend in het Arabisch was geschreven, maar met een mengsel van het Syrisch (een dialect van het Aramees), dat tot aan de 8e eeuw de dominante gesproken en geschreven taal was op het Arabisch Schiereiland.

Wat er wordt bedoeld met Syro-Aramees (eigenlijk Syrisch) is de tak van het Aramees dat in het Nabije Oosten oorspronkelijk werd gesproken in Edessa en omgeving in Noordwest-Mesopotamië en de overheersende schrijftaal was vanaf de kerstening tot aan het ontstaan van de Koran. Het Aramees was langer dan een millennium de lingua franca in de gehele Midden-Oostenregio voordat het uiteindelijk werd vervangen door het Arabisch vanaf het begin van de 7e eeuw.

Luxenberg beweert dat wetenschappers helemaal opnieuw moeten beginnen, de oude islamitische commentaren negeren en alleen de allernieuwste taalkundige en historisch-kritische methoden hanteren. Derhalve, als een bepaald koranisch woord of zinsdeel in het Arabisch betekenisloos lijkt te zijn of alleen met veel vergezochte verdraaiingen betekenis kan worden gegeven, dan heeft het meer zin, betoogt hij, om te kijken naar de Aramese en Syrische talen naast het Arabisch. Tevens beweert Luxenberg dat de Koran is gebaseerd op eerdere teksten, namelijk lectionaria zoals gebruikt in de christelijke kerken van Syrië, en dat de Koran zoals men die in de 21e eeuw kent door het werk van verscheidenen generaties door aanpassingen van deze teksten werd vervaardigd.

## Voorgestelde filologische methodiek
Luxemberg suggereert onderzoekers de volgende vuistregels te hanteren bij het bestuderen van de Koran:
- Controleer of er een plausibele, over het hoofd geziene verklaring kan worden gevonden in het Korancommentaar van Tabari (Djami' al-bayan fi tafsir al-Qur'an, 883).

- Controleer of er een plausibele verklaring is in de Lisan al-Arab (1290) van Ibn Mandhur, het meest uitgebreide Arabische woordenboek (dat ongeveer 400 jaar na Tabari's commentaar is geschreven. Het is een werk waar Tabari geen beschikking over had, en daarom zijn daar wellicht nog ontwikkelingen in lexicale inzichten te vinden).

- Controleer of de Arabische uitdrukking een homonieme wortel heeft in het Syrisch of Aramees met een andere betekenis die in de context past.
  - Beoordeel of de betekenis van de Syrische/Aramese wortel de passage begrijpelijker kan maken.
  - Controleer of er een Syrisch woord bestaat dat de passage begrijpelijk kan maken.

- Misschien zijn de diakritische tekens, verkeerd geplaatst bij de overgang van het oude Arabische schrift naar het moderne Arabische schrift. Experimenteer met verschillende plaatsingen van i'jam-tekens. Deze zijn later (wellicht inccorrect) aan de vroegste teksten (rasm) toegevoegd. Misschien is er een plaatsing van de i'jam die een Arabisch woord oplevert dat de passage begrijpelijk maakt.

- Als dat niet werkt, controleer dan, wanneer je de diakritische tekens verandert, of er een woord ontstaat dat in het Syrisch/Aramees wél een begrijpelijke betekenis heeft.

- Het woord is wellicht wel een Arabisch woord, maar het is een vergeten Arabisch woord. Probeer de betekenis van het Arabische woord terug te vinden door het, conform de klankwetten, om te zetten naar hoe dit woord in het Syrisch zou worden geschreven. Hieruit volgt wellicht een daadwerkelijk Syrisch woord waarvan de betekenis bekend is. Controleer de Syrische literatuur op een uitspraak die wellicht letterlijk naar het Arabisch is vertaald; de originele betekenis in het Syrisch zou begrijpelijker kunnen zijn dan de resulterende Arabische uitspraak (zoals vertaalde uitspraken die morfologische leenvertalingen worden genoemd).

- Controleer of er een verloren betekenissen te vinden zijn in Syrische lexicons uit de tiende eeuw. Deze werden destijds gebruikt om belangrijke Aramese teksten te vertalen naar het Arabisch.

- Controleer of het een correcte Arabische uitdrukking is die geschreven is in het Arabisch schrift, maar in de Syrische spelling.

"Plausibiliteit", "beoordeling" en "begrijpelijk maken" van een enkel woord betreft het kijken naar het voorkomen van hetzelfde woord in begrijpelijkere passages van de Koran en het kijken naar Aramese apocriefe en liturgische teksten die bijna woord voor woord naar de Koran zijn overgenomen.

## Conclusies van Luxenberg
- De Koran werd opgesteld in een gemengde Arabisch-Syrische taal, de handelaarstaal van Mekka.
- Het woord 'Koran' (Qur'an) zelf is afgeleid van qeryana, een Syrische term uit de christelijke liturgie die 'lectionarium' betekent: een boek met liturgische teksten. Het boek, de Koran, was derhalve een Syro-Aramees lectionarium, met hymnes en Bijbelse fragmenten, dat was gemaakt voor christelijke kerkdiensten. Dit lectionarium werd naar het Arabisch vertaald als onderdeel van een missionaire inspanning. Het was niet bedoeld om een nieuwe religie te beginnen, maar om een oudere te verspreiden.[8]
- Het woord huri, dat door generaties lezers meestal wordt geïnterpreteerd als maagden met grote ogen (die in het paradijs de getrouwe gelovigen zullen dienen; Koran 44:54, 52:20 , 55:72, 56:22) betekent eigenlijk witte druiven. Luxenberg zegt dat er veel christelijke beschrijvingen van het paradijs bestaan die beweren dat er een overvloed aan pure witte druiven voorhanden is. Deze conclusie leverde in de westerse pers veel grappenmakerij op over islamitische zelfmoordterroristen die zichzelf opblazen in de verwachting dat ze in de hemel mooie vrouwen zouden krijgen, maar in plaats daarvan druiven zouden ontvangen.[9]
- De koranische passage in Soera Het Licht (Soera 24) die vrouwen beveelt om zichzelf te bedekken, een van de teksten waarop de doctrine van de hidjab is gebaseerd, beveelt eigenlijk vrouwen aan om "de riemen om hun tailles vast te maken".
- De passage in Soera De Partijscharen (Soera 33) die meestal wordt vertaald als "zegel van de profeten" betekent eigenlijk "getuige". Volgens deze lezing is Mohammed niet de grootste of laatste van de profeten, maar slechts een getuige van de profeten die voor hem kwamen.
- De interpretatiefouten die de vroegste commentatoren hebben gemaakt suggereren dat er een gat moet zijn geweest in de mondelinge overlevering van de Koran.

## Reacties op Luxenberg
Verscheiden academici hebben Luxenbergs these enthousiast aanvaard, terwijl anderen menen dat zijn methode een recept is om de interpretatie te pakken die de benodigdheden van zijn standpunt het beste dient.
In 2004 hield het Duitse Wissenschaftskolleg in Berlijn een academische conferentie rondom Luxenbergs these en er werd een internationale werkgroep opgezet om de discussie voort te zetten. Veel van de conferentiediscussies waren kritisch op Luxenberg. Daarentegen hebben enkele academici verklaard dat Luxenbergs werk waardevol is in de zin dat het de aandacht heeft gericht op allerlei tekortkomingen in de toenmalige Koranwetenschap. Een voorbeeld hiervan is het gebrek aan een kritische editie van de Koran die verwijst naar de handschriften die nog steeds bestaan en de ontwikkeling van de textus receptus zoals die heden ten dage bekend is bestuderen. Een ander voorbeeld is het gebrek aan een etymologisch woordenboek van de Semitische talen dat voldoen aan de strikste hedendaagse normen. Dit zou zeker bijdragen aan discussies over ontleningen uit het Syrisch, Latijn en Middelperzisch naar het Arabisch.
Een conferentie aan de Universiteit van Notre Dame in 2005 getiteld 'Towards a New Reading of the Qur'ān?' gaf een duidelijke toegenomen acceptatie van Luxenbergs aanpak aan.